# Hanlinakademin
Hanlinakademin (“penselskogen”) eller Hanlinyuan (“penselskogsbyrån”), den högsta lärda akademin i det kejserliga Kina, var en institution, som uppkom redan på 700-talet och som under senare dynastier utbyggdes till ett regelrätt sekretariat, vilket hade till uppgift att göra framställning till kejsaren i kulturella frågor, kompilera lexika o.a. uppslagsverk, litterärt utarbeta de kejserliga edikten m.m. Medlemmar blev lärde, som med utmärkta resultat bestått den högsta graden i det Kejserliga examensväsendet, i vilken blott rikets duktigaste doktorer fick delta. Under senaste dynastin brukade medlemmarna vara omkring 500. Hanlinakademin upphörde att existera vid kejsardömets fall 1912.

## Källa
- Carlquist, Gunnar, red (1955). Svensk uppslagsbok. Malmö: Svensk Uppslagsbok AB